# کارلتون (جورجیا)
کارلتون شهرستان در مدیسون کانتی، جرجیا، ایالات متحده است. در سرشماری سال ۲۰۰۰ جمعیت ۲۳۳ بود.

## موقعیت جغرافیایی
موقعیت جغرافیایی شهر کارلتون بر اساس قالب جغرافیا:
(۳۴°۲′۳۲″N 83°۲′۶″W (34.042142, -83.034991
با توجه به اطلاعات اداره امار ایالات متحده مساحت این شهرستان به ۱ مایل مربع (km22.6) می‌رسد که همهٔ آن خشکی است.

## جمعیت
همان‌طور که از الگو سرشماری GR بر می‌آید در سال ۲۰۰۰:
تعداد ۲۳۳ نفر، ۱۰۰ خانوار و ۶۵ خانواده ساکن در شهرستان وجود دارد. تراکم جمعیت ۲۳۲٫۳ نفر در هر مایل مربع (۹۰٫۰ / کیلومتر مربع) بود. آنجا ۱۱۸ خانه با حجم متوسط ۱۱۷٫۶ بر مایل مربع (۴۵٫۶ / کیلومتر مربع) وجود داشت. آرایش نژادی این شهرستان ۷۴٫۲۵٪ سفید، ۲۲٫۷۵٪ آفریقایی آمریکایی، ۱٫۷۲٪ آسیایی، و ۱٫۲۹٪ از دو نژاد یا بیشتر بود. اسپانیایی یا لاتین از هر نژاد ۰٫۴۳٪ از جمعیت بود.